# Wichry wojny (miniserial)
Wichry wojny (ang. The Winds of War) – amerykański miniserial wojenny z 1983 roku, zrealizowany na podstawie powieści pod tym samym tytułem Hermana Wouka. Polska premiera odbyła się w 1989 r.

## Obsada
- Robert Mitchum – Victor Henry („Pug”)
- Ali MacGraw – Natalie Jastrow
- Jan-Michael Vincent – Byron Henry („Briny”)
- John Houseman – Aaron Jastrow
- Polly Bergen – Rhoda Henry
- Lisa Eilbacher – Madeline Henry
- David Dukes – Leslie Slote
- Topol – Berel Jastrow
- Ben Murphy – Warren Henry
- Deborah Winters – Janice Lacouture Henry
- Peter Graves – Palmer Kirby („Fred”)
- Jeremy Kemp – Gen. Armin von Roon
- Ralph Bellamy – Franklin Delano Roosevelt
- Victoria Tennant – Pamela Tudsbury
- Günter Meisner – Adolf Hitler
- Howard Lang – Winston Churchill
- Michael Logan – Alistair Tudsbury

W epizodach wystąpili m.in. Barry Morse, Jan Szurmiej, Ron Rifkin oraz autor pierwowzoru, Herman Wouk.

## Produkcja
Zdjęcia kręcono na terenie: Chorwacji (Zagrzeb, Samobor, Opatija, Rijeka), Niemiec (Berchtesgaden, Monachium) i Włoch (Siena, Florencja, Mediolan, Rzym), a także w Londynie, Wiedniu, Los Angeles i Bremerton w stanie Waszyngton.